# Walerian Przewłocki
Walery Damazy Przewłocki herbu Przestrzał (ur. 11 grudnia 1828 w Zimnie w powiecie tomaszowskim, zm. 7 kwietnia 1895 w Rzymie) – polski działacz niepodległościowy i społeczny, emigrant, przełożony generalny Zgromadzenia Zmartwychwstania Pańskiego (CR).

## Życiorys
Walery Przewłocki pochodził z rodziny ziemiańskiej z Lubelszczyzny, jego bratem był Klemens Przewłocki. W 1849 r. w randze podporucznika 1 pułku ułanów wziął udział w powstaniu węgierskim. W okresie wojny krymskiej walczył po stronie tureckiej w stopniu porucznika w Dywizji Polskiej Kozaków Sułtańskich w 5. pułku ułanów. Po zakończeniu wojny krymskiej wyjechał do Bułgarii, tam zetknął się z działalnością zakonu Zmartwychwstania Pańskiego (Zmartwychwstańców). Po wybuchu Powstania Styczniowego trafił przez Francję do Lwowa. Mianowany przez Rząd Narodowy Komisarzem Wojskowym, walczył w stopniu majora w oddziale Zygmunta Miłkowskiego. Wziął udział w nieudanej próbie przebicia się przez Besarabię do Polski. Ścigany przez władze rosyjskie w 1864 r. wstąpił do Zgromadzenia Księży Zmartwychwstańców w Rzymie. Śluby zakonne złożył w 1866 r., a święcenia kapłańskie otrzymał w 1867 r. W rok później uzyskał tytuł doktora teologii na Uniwersytecie Sapientia w Rzymie.
W 1873 r. został członkiem Rady Generalnej i przełożonym Misji galicyjskiej Zmartwychwstańców. W latach 1874–1883 był prokuratorem generalnym zakonu w Rzymie. W 1883 r. skierowany został do Adrianopola w europejskiej części Turcji, gdzie został przełożonym domu zakonnego misji polskiej oraz dyrektorem gimnazjum założonym przez Zmartwychwstańców dla Bułgarów. Po śmierci o. Piotra Semenenki został obrany generałem Zgromadzenia w styczniu 1887. Dał się poznać jako zdolny organizator i w latach przełożeństwa generalnego zlikwidował niektóre długi ciążące na domach zakonnych, zbudował również kościół w Rzymie na Monte Pincio. Odznaczał się energią i szybko zyskał uznanie wśród Polonii rzymskiej.
Zmarł w Rzymie w 1895 r.